# Valle de Tobalina
Valle de Tobalina – gmina w Hiszpanii, w prowincji Burgos, w Kastylii i León, o powierzchni 157,49 km². W 2011 roku gmina liczyła 1017 mieszkańców.